# 댄 불럭
댄 불럭(독일어: Dan Bullock, 1953년 12월 21일 ~ 1969년 6월 7일)는 미국 해병대원이자 베트남 전쟁 중 전사한 최연소 미군 병사로, 15세의 나이로 사망했다.